# 1Lib1Ref
La campanya 1 Bibliotecari, 1 Referència, més coneguda per l'etiqueta #1lib1ref (de l'anglès, 1 Librarian 1 Reference), és un projecte mundial de la Viquipèdia que promou la participació de tots els bibliotecaris, arxivers i documentalistes del món en el projecte d'aquesta enciclopèdia en línia. Promoguda per la Fundació Wikimedia i The Wikipedia Library a nivell mundial i per Amical Wikimedia als territoris de parla catalana (on forma part d'un projecte més ampli anomenat Bibliowikis), pretén fomentar l'edició d'articles amb deficiències relatives a la qualitat bibliogràfica de les referències. També té com a objectiu conscienciar sobre la importància de citar els continguts a través de fonts fiables per una major capacitat de verificació de la informació.
El projecte és canalitzat a través de l'eslògan Imagineu un món on cada bibliotecari afegís una referència a la Viquipèdia i la seva primera edició va tenir lloc en commemoració del 15è aniversari de la creació de Viquipèdia en anglès, celebrat el 15 de gener de 2016. Des de llavors, la campanya promociona a través de l'etiqueta #1lib1ref —tant a nivell intern com a través de les xarxes socials— que cada professional del món de la biblioteconomia i del sector GLAM aporti, com a mínim, una citació bibliogràfica a la plataforma enciclopèdica. En termes de periodicitat, se celebra una o dues vegades a l'any en diverses llengües i durant un període aproximat de 15 o 20 dies.
Pel que fa a resultats, el primer any va obtenir 1.232 edicions per part de 300 persones en 9 llengües, de les quals 256 van ser en català. A data de 2019, les revisions havien augmentat a nivell mundial a prop de 15.000, 1.000 de les quals pertanyents a la Viquipèdia en català.